# Bunbarat
Bunbarat is een bestuurslaag in het regentschap Sumenep van de provincie Oost-Java, Indonesië. Bunbarat telt 2025 inwoners (volkstelling 2010).